# Eleição municipal de Belo Horizonte em 2024
A eleição municipal da cidade de Belo Horizonte em 2024 ocorreu nos dias 6 de outubro (primeiro turno) e 27 de outubro (segundo turno), com o objetivo de eleger um prefeito, um vice-prefeito e 41 vereadores responsáveis pela administração da cidade, que iniciar-se-á no dia 1º de janeiro de 2025 e encerrar-se-á no dia 31 de dezembro de 2028.
O prefeito titular é Fuad Noman, do PSD, vice-prefeito eleito em 2020 que assumiu o cargo em 29 de março de 2022 com a renúncia do titular Alexandre Kalil para disputar a eleição para o governo do estado no ano corrente. Pela legislação eleitoral, Noman está apto para disputar a reeleição. Em sua candidatura, foi reeleito prefeito de Belo Horizonte com 53,73% dos votos válidos.

## Calendário eleitoral
| Início        | Fim           | Atividades | Status    |
| ------------- | ------------- | --- | --------- |
| 7 de março    | 5 de abril    | Janela partidária para vereadores trocarem de partido visando concorrer às eleições sem perder o mandato. | Realizado |
| 6 de abril    | 6 de abril    | Data-limite para todas as legendas e federações partidárias obterem o registro dos estatutos no TSE e para todos os candidatos terem domicílio eleitoral na circunscrição em que desejam disputar as eleições com a filiação deferida pelo partido. | Realizado |
| 15 de maio    | 15 de maio    | Início da campanha de arrecadação prévia de recursos na modalidade de financiamento coletivo para pré-candidatos, sem realização de pedidos de voto e obedecendo a regras relativas à propaganda eleitoral na Internet.                             | Realizado |
| 20 de julho   | 5 de agosto   | Realização de convenções partidárias para deliberar sobre coligações e escolher candidatos às prefeituras e aos cargos de vereador. Os partidos têm até 15 de agosto para registrar os nomes na Justiça Eleitoral.                                  | Realizado |
| 16 de agosto  | 16 de agosto  | Início das campanhas eleitorais de forma igualitária, podendo qualquer publicidade ou manifestação com pedido explícito de voto antes da data ser considerada irregular e multada.                                                                  | Realizado |
| 30 de agosto  | 3 de outubro  | Veiculação da propaganda eleitoral gratuita no rádio e na televisão. | Realizado |
| 6 de outubro  | 6 de outubro  | Realização do primeiro turno das eleições municipais. | Realizado |
| 11 de outubro | 25 de outubro | Veiculação da propaganda eleitoral gratuita no rádio e na televisão para o segundo turno. | Realizado |
| 27 de outubro | 27 de outubro | Realização de um eventual segundo turno nas cidades com mais de 200 mil eleitores em que o candidato a prefeito mais votado não tenha atingido a metade mais um dos votos válidos.                                                                  | Realizado |

## Pré-candidaturas

### Principais prefeitáveis
O prefeito Fuad Noman (incumbente), do Partido Social Democrático (PSD), oficializou sua entrada no certame no dia 26 de fevereiro e conta com o apoio de mais cinco partidos: UNIÃO - que lançará o vereador Álvaro Damião como candidato a vice-prefeito na chapa, Partido Renovação Democrática (PRD), Solidariedade, Agir e Avante.
Fuad  tentou, sem sucesso, conquistar o apoio do ex-prefeito de Belo Horizonte, Alexandre Kalil (PSD), de quem herdou o cargo quando este renunciou ao cargo para disputar o governo do Estado de Minas Gerais em 2022. Kalil, no entanto, desfiliou-se do PSD e ingressou no Republicanos para apoiar o jornalista e deputado estadual Mauro Tramonte, pré-candidato do Republicanos.
O senador Alexandre Silveira criticou a decisão e acusou o ex-prefeito de tê-lo feito de maneira oportunista. Segundo Silveira, Kalil visa disputar o governo de Minas Gerais em 2026, o que teria motivado sua saída do PSD.
Pela Federação Brasil da Esperança (PT, PCdoB e PV), concorrerá o deputado federal Rogério Correia (PT). Correia conta com o apoio da Federação PSOL REDE, que abriu mão de uma candidatura própria no dia 8 de junho de 2024, e do Partido Comunista Brasileiro (PCB).
A Federação PSOL REDE tinha como pré-candidatas as deputadas estaduais Bella Gonçalves (PSOL) e Ana Paula Siqueira (REDE), além do ex-vice-prefeito de Belo Horizonte, Paulo Lamac (também da REDE). Não obstante, no dia 23 de maio, durante reunião no diretório municipal da referida federação, prevaleceu o nome de Bella na corrida pelo Palácio da Municipalidade. A decisão não impediu Ana Paula Siqueira de manter sua pré-candidatura, na qual ela acreditava numa mudança de posicionamento da legenda até o início do período de convenções para escolha de candidatos (entre 20 de julho e 5 de agosto). Apesar disso, o PSOL preside a federação em Belo Horizonte e tinha preferência na escolha do(a) postulante, cuja pré-candidatura foi retirada mais tarde.
A deputada federal Duda Salabert é a pré-candidata do Partido Democrático Trabalhista. No entanto, o PDT ensaia possível apoio a Rogério Correia. Isso ocorre porque os líderes das duas legendas - entre eles, a presidente nacional do PT, deputada Gleisi Hoffmann - se reuniram no dia 22 de maio, em Brasília (DF), no intuito de “buscar a construção de um programa” entre os dois pré-candidatos.
Pelo Partido Liberal, apresenta-se como pré-candidato o deputado federal Bruno Engler, que conta com o apoio do ex-presidente da República, Jair Messias Bolsonaro, e seu colega de Câmara, Nikolas Ferreira, ambos também do PL. Engler contará com o endosso do Progressistas, que chegou a negociar um acordo com o Podemos, conforme veremos mais adiante. O PP deverá indicar o candidato a vice-prefeito, segundo o portal O Fator.
Pelo MDB, concorrerá o presidente da Câmara Municipal de Belo Horizonte, Gabriel Azevedo, que terá como seu companheiro de chapa  o ex-vice-governador mineiro Paulo Brant (PSB).
O Podemos tem como pré-candidato o jornalista Carlos Viana, que conta com o apoio do Democracia Cristã (DC), do Mobilização Nacional (MOBILIZA) e do Partido Renovador Trabalhista Brasileiro (PRTB). Seu candidato a vice-prefeito será o empresário e embaixador da Central Única das Favelas (CUFA), Fred Aisc, do DC.
O Republicanos tem como pré-candidato o deputado estadual Mauro Tramonte. O partido de Tramonte negocia um acordo com o Partido NOVO, visando ter como companheira de chapa a ex-secretária de Planejamento e Gestão, Luísa Barreto, conforme veremos mais adiante. Tramonte também negociava com o PODEMOS para apoiar Viana, que também tentou o apoio do Progressistas (PP). A sigla, porém, vai apoiar Bruno Engler (PL).

### Indefinição no Partido Novo
O NOVO, por sua vez, conta com a ex-Secretária estadual de Planejamento e Gestão (e ex-integrante do PSDB), Luísa Barreto como pré-candidata. Seu virtual companheiro de chapa é Lucas Gonzalez.
No entanto, o partido estava sendo sondado a compor uma aliança com outras siglas (PL e Podemos). O Republicanos, de Mauro Tramonte, visa ter Luísa Barreto como candidata a vice-prefeita na chapa do deputado estadual, enquanto o PL sondava um acordo para apoiar Engler na disputa pelo Palácio da Municipalidade. Além das duas siglas, o PODEMOS, de Carlos Viana foi outra sigla a tentar aliança.
Outro fator que ameaça a pré-candidatura de Luísa Barreto é a relutância do governador Romeu Zema (também do NOVO) em manter seu nome no certame. Isso se deve ao desempenho inexpressivo de Barreto nas pesquisas e testes pré-eleitorais mais recentes, nos quais aparece com 1% das intenções de voto.

### Outros partidos
Pela Federação PSDB Cidadania, o nome apresentado é o do ex-deputado e futebolista João Leite (PSDB), mas o próprio não teria confirmado isso, uma vez que teria de consultar a própria família e avaliar as condições de segurança para dar segmento a uma campanha à Prefeitura. Não obstante, Leite teria que disputar a indicação da Federação com outro pré-candidato, o jornalista Eduardo Costa (Cidadania).
Pelo PSTU, participará o professor Wanderson Rocha, que já concorreu à Prefeitura da capital mineira à eleição passada.
Pela Unidade Popular (UP), concorrerá a coordenadora do Movimento de Mulheres Olga Benário (MMOB), Indira Xavier
Pelo Partido da Causa Operária (PCO), concorrerá a professora e militante do Coletivo de Mulheres Rosa Luxemburgo, Lourdes Francisco da Costa. A ex-militante do MAB (Movimento dos Atingidos por Barragem) disputou o governo de Minas Gerais em 2022.

#### Quadro clínico de Fuad Noman
No dia 4 de julho de 2024, o prefeito de Belo Horizonte e pré-candidato à reeleição, Fuad Noman (PSD), anunciou publicamente que fora diagnosticado com linfoma não Hodgkin. Não obstante, Noman afirmou que seguirá na prefeitura, bem como manterá sua pré-candidatura à reeleição e mostrou-se confiante quanto à evolução do seu quadro clínico.
"Ainda não sei se vou perder o bigode, espero que não para a felicidade da Mônica, minha esposa” - Fuad Noman (PSD), ao contextualizar suas transformações físicas decorrentes do linfoma não Hodgkin. Segundo o prefeito belorizontino, poderia perder tudo isso, mas não a alegria de trabalhar todos os dias e de ver os resultados do seu trabalho (à frente da Prefeitura) acontecendo.
O linfoma não Hodgkin é um tipo de carcinoma com origem no sistema linfático e que pode espalhar-se de modo desordenado pelo corpo. Segundo o Instituto Nacional de Câncer (INCA), o linfoma supracitado tem mais de 20 formas e afeta com maior frequência pessoas com mais de 60 anos de idade, como é o caso de Fuad Noman. A ex-presidente da República, Dilma Rousseff, e os atores Reynaldo Gianecchini e Edson Celulari, também foram acometidos por esse carcinoma em ocasiões mais recentes.

## Candidatos a prefeito
| Nº | Prefeito(a)  | Prefeito(a)       | Prefeito(a)       | Prefeito(a) | Vice-prefeito(a) | Vice-prefeito(a) | Vice-prefeito(a)             | Vice-prefeito(a)    | Vice-prefeito(a)                                                                               | Coligação Partido(s) | Tempo do horário eleitoral       | Ref.   |
| Nº | Candidato(a) | Candidato(a)      | Partido Federação | Cargos relevantes                                                                                               | Candidato(a)     | Candidato(a)     | Candidato(a)                 | Partido Federação   | Cargos relevantes                                                                              | Coligação Partido(s) | Tempo do horário eleitoral       | Ref.   |
| -- | ------------ | ----------------- | ----------------- | --- | ---------------- | ---------------- | ---------------------------- | ------------------- | ---------------------------------------------------------------------------------------------- | --- | -------------------------------- | ------ |
| 10 |              | Mauro Tramonte    | Republicanos      | - Deputado estadual de Minas Gerais (2019–presente)                                                             |                  |                  | Luísa Barreto                | NOVO                | - Secretária Estadual de Planejamento (2021–2024)                                              | A Voz do Povo Republicanos e NOVO                                                                                                | 50 segundos                      | [ 36 ] |
| 12 |              | Duda Salabert     | PDT               | - Professora; - Vereadora de Belo Horizonte (2021–2023); - Deputada federal por Minas Gerais (2023–presente)    |                  |                  | Professor Francisco Forreaux | PDT                 | - Professor                                                                                    | Sem coligação | 26 segundos                      | [ 37 ] |
| 13 |              | Rogério Correia   | PT FE Brasil      | - Deputado estadual de Minas Gerais (2011–2019); - Deputado federal por Minas Gerais (2019–presente)            |                  |                  | Bella Gonçalves              | PSOL Fed. PSOL REDE | - Vereadora de Belo Horizonte (2018–2023); - Deputado estadual de Minas Gerais (2023–presente) | BH da Esperança FE Brasil (PT, PCdoB, PV), Fed. PSOL REDE (PSOL, REDE) e PCB                                                     | 1 minuto e 48 segundos           | [ 38 ] |
| 15 |              | Gabriel Azevedo   | MDB               | - Vereador de Belo Horizonte (2017–presente) - Presidente da Câmara Municipal de Belo Horizonte (2023–presente) |                  |                  | Paulo Brant                  | PSB                 | - Vice-governador de Minas Gerais (2019-2023)                                                  | Teto, Trabalho e Transporte MDB e PSB                                                                                            | 1 minuto e 7 segundos            | [ 39 ] |
| 16 |              | Wanderson Rocha   | PSTU              | - Professor; - Diretor licenciado do Sindicato da Rede Pública Municipal (Sind-REDE/BH)                         |                  |                  | Andréa Ferreira              | PSTU                | - Professora e Diretora do Sindicato da Rede Pública Municipal (Sind-REDE/BH)                  | Sem coligação | Sem direito ao horário eleitoral | [ 40 ] |
| 20 |              | Carlos Viana      | PODE              | - Senador por Minas Gerais (2019–presente)                                                                      |                  |                  | Renata Rosa                  | PODE                | - Líder comunitária; - Produtora cultural                                                      | Mãos à Obra, BH! PODE, DC, MOBILIZA, PRTB                                                                                        | 27 segundos                      | [ 41 ] |
| 22 |              | Bruno Engler      | PL                | - Deputado estadual de Minas Gerais (2019–atualidade)                                                           |                  |                  | Coronel Claudia              | PL                  | - Policial militar                                                                             | Coragem para Mudar PL e PP | 2 minutos e 43 segundos          | [ 42 ] |
| 29 |              | Lourdes Francisco | PCO               | - Professora Militante do Coletivo de Mulheres Rosa Luxemburgo                                                  |                  |                  | Marília Garcia               | PCO                 | - Coordenadora da Aliança da Juventude Revolucionário (ARJ)                                    | Sem coligação | Sem direito ao horário eleitoral | [ 43 ] |
| 55 |              | Fuad Noman        | PSD               | - Prefeito de Belo Horizonte (2022–2025)                                                                        |                  |                  | Álvaro Damião                | UNIÃO               | - Vereador de Belo Horizonte (2017–presente)                                                   | BH Sempre em Frente PSD, UNIÃO, Solidariedade, Avante, AGIR , PRD e Fed. PSDB Cidadania ( PSDB , Cidadania) Apoio Informal (PMB) | 2 minutos e 34 segundos          | [ 44 ] |
| 80 |              | Indira Xavier     | UP                | - Ativista dos direitos humanos                                                                                 |                  |                  | Geraldo Neres                | UP                  |                                                                                                | Sem coligação | Sem direito ao horário eleitoral | [ 45 ] |

### Desistências
- Pedro Aihara (PRD): Em entrevista ao programa Café com Política, da Rádio FM O TEMPO (Contagem - MG, 91,7 MHz), a 30 de abril último, o deputado federal afirmou que estará fora das eleições municipais deste ano por priorizar sua atuação na Câmara dos Deputados, sobretudo no que tange às negociações de repactuação dos desastres ambientais ocorridos em Mariana (2015) e Brumadinho (2019).[46] Com isso, seu partido vai apoiar a pré-candidatura à reeleição de Fuad Noman (PSD).[7]
- Paulo Brant (PSB): O ex-vice-governador de Minas Gerais desistiu de concorrer à Prefeitura para ser candidato a vice-prefeito na chapa de Gabriel Azevedo (MDB)[22]
- Ana Paula Siqueira (REDE), Paulo Lamac (REDE) e Bella Gonçalves (PSOL): A federação formada pelos dois partidos desistiu de disputar as eleições com candidatura própria em apoio a Rogério Correia (PT).[11] Com isso, os três pré-candidatos supracitados não estão mais no certame.
- João Leite (PSDB) e Eduardo Costa (Cidadania): Ambas as candidaturas foram retiradas em apoio à reeleição do prefeito Fuad Noman (PSD).[47]

## Debates

### Primeiro turno
De acordo com as regras eleitorais, as emissoras só poderão convocar para o debate os candidatos que obtiverem a concordância de pelo menos dois terços de candidatas e candidatos, no caso de eleição majoritária (cargo de prefeito), e de pelo menos dois terços dos partidos ou das federações com candidatas e candidatos, no caso de eleição proporcional (cargo de vereador). Caso não seja possível um acordo, as emissoras de rádio e televisão podem apresentar debates em conjunto para o cargo de prefeito, estando presentes todas as candidatas e todos os candidatos, ou em grupos, com a presença de, no mínimo, três pessoas.
| Data                   | Organizador(es)                           | Mediação                           | Candidatos(as)    | Candidatos(as)      | Candidatos(as)      | Candidatos(as)   | Candidatos(as)        | Candidatos(as)     | Candidatos(as)          | Candidatos(as)                | Candidatos(as)       | Candidatos(as)         | Ref           |
| Data                   | Organizador(es)                           | Mediação                           | Bruno Engler (PL) | Carlos Viana (PODE) | Duda Salabert (PDT) | Fuad Noman (PSD) | Gabriel Azevedo (MDB) | Indira Xavier (UP) | Lourdes Francisco (PCO) | Mauro Tramonte (Republicanos) | Rogério Correia (PT) | Wanderson Rocha (PSTU) | Ref           |
| ---------------------- | ----------------------------------------- | ---------------------------------- | ----------------- | ------------------- | ------------------- | ---------------- | --------------------- | ------------------ | ----------------------- | ----------------------------- | -------------------- | ---------------------- | ------------- |
| 8 de agosto de 2024    | Band Minas                                | Adriana Araújo                     | Presente          | Presente            | Presente            | Presente         | Presente              | Não convidada      | Não convidada           | Presente                      | Presente             | Não convidado          | [ 50 ]        |
| 3 de setembro de 2024  | Rede Minas e Rádio Inconfidência          | Aline Scarponi                     | Presente          | Ausente             | Presente            | Ausente          | Presente              | Presente           | Presente                | Ausente                       | Presente             | Presente               | [ 51 ] [ 52 ] |
| 11 de setembro de 2024 | TV Alterosa, Portal Uai e Estado de Minas | Carolina Saraiva                   | Presente          | Ausente             | Presente            | Ausente          | Presente              | Não convidada      | Não convidada           | Presente                      | Presente             | Não convidado          | [ 53 ]        |
| 28 de setembro de 2024 | Record Minas                              | Lair Rennó                         | Presente          | Presente            | Presente            | Ausente          | Presente              | Não convidada      | Não convidada           | Presente                      | Presente             | Não convidado          | [ 54 ]        |
| 30 de setembro de 2024 | O Tempo                                   | Thalita Marinho e Guilherme Ibraim | Presente          | Presente            | Presente            | Ausente          | Presente              | Não convidada      | Não convidada           | Presente                      | Presente             | Não convidado          | [ 55 ] [ 56 ] |
| 1 de outubro de 2024   | Rádio Itatiaia                            | Eustáquio Ramos                    | Presente          | Presente            | Presente            | Presente         | Presente              | Não convidada      | Não convidada           | Presente                      | Presente             | Não convidado          | [ 57 ]        |
| 3 de outubro de 2024   | TV Globo Minas                            | Liliana Junger                     | Presente          | Presente            | Presente            | Presente         | Presente              | Não convidada      | Não convidada           | Presente                      | Presente             | Não convidado          | [ 58 ]        |

### Segundo Turno
Para os debates do segundo turno, o candidato à reeleição Fuad Noman, tentou propor que só dois debates fossem realizados, porém a ideia não foi aceita, em protesto, Fuad só participou de dois dos 6 debates que seriam realizados.
| Data                  | Organizador(es)                  | Mediação          | Candidatos(as)    | Candidatos(as)   | Ref.          |
| Data                  | Organizador(es)                  | Mediação          | Bruno Engler (PL) | Fuad Noman (PSD) | Ref.          |
| --------------------- | -------------------------------- | ----------------- | ----------------- | ---------------- | ------------- |
| 14 de outubro de 2024 | Band Minas                       | Lucas Catta Prêta | Presente          | Ausente          | [ 61 ] [ 59 ] |
| 17 de outubro de 2024 | 98 Live                          | Paulo Leite       | Presente          | Ausente          | [ 62 ]        |
| 22 de outubro de 2024 | Rede Minas e Rádio Inconfidência | Aline Scarponi    | Presente          | Ausente          | [ 63 ]        |
| 24 de outubro de 2024 | Rádio Itatiaia                   | Eustáquio Ramos   | Presente          | Presente         | [ 64 ]        |
| 25 de outubro de 2024 | TV Globo Minas                   | Liliana Junger    | Presente          | Presente         | [ 65 ]        |

## Candidatos à vereança
A regra eleitoral permite que um partido ou federação indique uma chapa que contenha, no máximo, 100% das vagas em disputa mais 1. No caso de Belo Horizonte, o número máximo de candidaturas é de 42. A tabela a seguir apresenta o número de candidaturas em cada partido e federação, estando agrupados a partir de coligações na disputa do poder executivo. Lembre-se que a coligação em eleições proporcionais não existe mais no Brasil, sendo demonstrada a coligação majoritária apenas a título de visualização agrupada.
| Coligação ao executivo                      | Partido ou federação | Partido ou federação | Candidatos | Candidatos | Candidatos | Candidatos |
| ------------------------------------------- | -------------------- | -------------------- | ---------- | ---------- | ---------- | ---------- |
| BH Sempre em Frente (253 candidatos)        |                      | PRD                  | 42         | 42         | 42         | 42         |
| BH Sempre em Frente (253 candidatos)        |                      | PSD                  | 42         | 42         | 42         | 42         |
| BH Sempre em Frente (253 candidatos)        |                      | Solidariedade        | 42         | 42         | 42         | 42         |
| BH Sempre em Frente (253 candidatos)        |                      | PSDB-Cidadania       | 42         |            | PSDB       | 19         |
| BH Sempre em Frente (253 candidatos)        |                      | PSDB-Cidadania       | 42         | Cidadania  | 23         |            |
| BH Sempre em Frente (253 candidatos)        |                      | União                | 41         | 41         | 41         | 41         |
| BH Sempre em Frente (253 candidatos)        |                      | Avante               | 39         | 39         | 39         | 39         |
| BH Sempre em Frente (253 candidatos)        |                      | Agir                 | 5          | 5          | 5          | 5          |
| Mãos à Obra, BH! (142 candidatos)           |                      | PODE                 | 42         | 42         | 42         | 42         |
| Mãos à Obra, BH! (142 candidatos)           |                      | DC                   | 42         | 42         | 42         | 42         |
| Mãos à Obra, BH! (142 candidatos)           |                      | MOBILIZA             | 42         | 42         | 42         | 42         |
| Mãos à Obra, BH! (142 candidatos)           |                      | PRTB                 | 16         | 16         | 16         | 16         |
| BH da Esperança (86 candidatos)             |                      | FE BRASIL            | 42         |            | PT         | 29         |
| BH da Esperança (86 candidatos)             |                      | FE BRASIL            | 42         | PCdoB      | 6          |            |
| BH da Esperança (86 candidatos)             |                      | FE BRASIL            | 42         | PV         | 7          |            |
| BH da Esperança (86 candidatos)             |                      | PSOL-REDE            | 42         |            | PSOL       | 19         |
| BH da Esperança (86 candidatos)             |                      | PSOL-REDE            | 42         | REDE       | 23         |            |
| BH da Esperança (86 candidatos)             |                      | PCB                  | 2          | 2          | 2          | 2          |
| A Voz do Povo (84 candidatos)               |                      | Republicanos         | 42         | 42         | 42         | 42         |
| A Voz do Povo (84 candidatos)               |                      | Novo                 | 42         | 42         | 42         | 42         |
| Teto, Trabalho e Transporte (84 candidatos) |                      | MDB                  | 42         | 42         | 42         | 42         |
| Teto, Trabalho e Transporte (84 candidatos) |                      | PSB                  | 42         | 42         | 42         | 42         |
| Coragem pra Mudar (84 candidatos)           |                      | PL                   | 42         | 42         | 42         | 42         |
| Coragem pra Mudar (84 candidatos)           |                      | PP                   | 42         | 42         | 42         | 42         |
| Sem coligação (97 candidatos)               |                      | PDT                  | 42         | 42         | 42         | 42         |
| Sem coligação (97 candidatos)               |                      | PMB                  | 42         | 42         | 42         | 42         |
| Sem coligação (97 candidatos)               |                      | PSTU                 | 8          | 8          | 8          | 8          |
| Sem coligação (97 candidatos)               |                      | UP                   | 3          | 3          | 3          | 3          |
| Total                                       | Total                | Total                | 830        | 830        | 830        | 830        |

## Pesquisas eleitorais
As pesquisas buscam analisar como seria o resultado da eleição se ela ocorresse no dia em que os dados dos entrevistados foram coletados, não tendo como objetivo pela porcentagem de confiança, prever o resultado final da eleição.

### Primeiro Turno
| Fonte               | Data(s) conduzida(s) | Amostragem | Tramonte Republicanos | Engler PL    | Noman PSD  | Salabert PDT | Correia PT | Viana PODE | Azevedo MDB | Xavier UP   | Rocha PSTU    | Costa PCO      | Outros | Abst. Indec. | Vantagem | Ref.   |    |    |    |   |    |    |        |
| ------------------- | -------------------- | ---------- | --------------------- | ------------ | ---------- | ------------ | ---------- | ---------- | ----------- | ----------- | ------------- | -------------- | ------ | ------------ | -------- | ------ | -- | -- | -- | - | -- | -- | ------ |
| Fonte               | Data(s) conduzida(s) | Amostragem | Datafolha             | 4-5/Out/2024 | 1.674      | 21%          | 24%        | 23%        | 9%          | 5%          | 2%            | 8%             | Outros | Abst. Indec. | Vantagem | Ref.   | 0% | 0% | 0% | — | 9% | 1% | [ 67 ] |
| 13%                 | 18%                  | 18%        | Datafolha             | 4-5/Out/2024 | 1.674      | 7%           | 3%         | 1%         | 6%          | —           | —             | —              | 5%     | 30%          | Empate   |        |    |    |    |   |    |    | [ 67 ] |
| Quaest              | 4-5/Out/2024         | 2.004      | 19%                   | 25%          | 23%        | 7%           | 4%         | 2%         | 9%          | 0%          | 0%            | 0%             | —      | 11%          | 2%       | [ 68 ] |    |    |    |   |    |    |        |
| Quaest              | 4-5/Out/2024         | 2.004      | 10%                   | 22%          | 18%        | 4%           | 2%         | 1%         | 6%          | 0%          | 1%            | 0%             | —      | 36%          | 4%       | [ 68 ] |    |    |    |   |    |    |        |
| AtlasIntel          | 29/Set-4/Out/2024    | 2.498      | 12,8%                 | 28,2%        | 18,2%      | 11,7%        | 8,3%       | 0,5%       | 18,3%       | 0,2%        | 0%            | 0%             | —      | 1,8%         | 9,9%     | [ 69 ] |    |    |    |   |    |    |        |
| Real Time Big Data  | 2-3/Out/2024         | 1.000      | 23%                   | 23%          | 19%        | 9%           | 7%         | 2%         | 7%          | 0%          | 0%            | 0%             | —      | 10%          | Empate   | [ 70 ] |    |    |    |   |    |    |        |
| Itatiaia/Doxa       | 30/Set-2/Out/2024    | 1.350      | 22,9%                 | 21,8%        | 21,0%      | 8,3%         | 5,1%       | 2,7%       | 4,3%        | 0,1%        | 0,2%          | 0,2%           | —      | 13,5%        | 1,1%     | [ 71 ] |    |    |    |   |    |    |        |
| Datafolha           | 1-3/Out/2024         | 1.120      | 21%                   | 21%          | 21%        | 9%           | 6%         | 3%         | 7%          | 0%          | 0%            | —              | —      | 12%          | Empate   | [ 72 ] |    |    |    |   |    |    |        |
| Veritá              | 28/Set-2/Out/2024    | 2.010      | 18,1%                 | 31,2%        | 21,5%      | 8,6%         | 6,4%       | 1,3%       | 6,5%        | 0,6%        | 0,3%          | 0,1%           | —      | 5,3%         | 9,7%     | [ 73 ] |    |    |    |   |    |    |        |
| Datatempo           | 23-27/Set/2024       | 1.200      | 26,5%                 | 21,2%        | 17,2%      | 6,8%         | 4,4%       | 3,1%       | 4,2%        | 0,1%        | 0,1%          | 0,1%           | —      | 16,1%        | 5,3%     | [ 74 ] |    |    |    |   |    |    |        |
| Quaest              | 27-29/Set/2024       | 1.002      | 27%                   | 21%          | 20%        | 8%           | 5%         | 2%         | 5%          | 0%          | 0%            | 0%             | —      | 12%          | 6%       | [ 75 ] |    |    |    |   |    |    |        |
| AtlasIntel          | 23-28/Set/2024       | 1.576      | 15,3%                 | 26%          | 15,8%      | 12,3%        | 11,9%      | 0,1%       | 15,8%       | 0,1%        | —             | —              | —      | 2,7%         | 10,2%    | [ 76 ] |    |    |    |   |    |    |        |
| Opus                | 25-27/Set/2024       | 800        | 25%                   | 20%          | 18%        | 7%           | 4%         | 4%         | 5%          | 0%          | 0%            | 0%             | —      | 17%          | 5%       | [ 77 ] |    |    |    |   |    |    |        |
| Itatiaia/Doxa       | 25-27/Set/2024       | 1.350      | 26,8%                 | 16,9%        | 20%        | 7,1%         | 6,6%       | 3%         | 4,5%        | 0%          | 0%            | 0%             | —      | 15,1%        | 6,8%     | [ 78 ] |    |    |    |   |    |    |        |
| Viva Voz            | 23-26/Set/2024       | 1.550      | 20,8%                 | 23,9%        | 21,7%      | 7,5%         | 4,9%       | 3,9%       | 3,3%        | —           | —             | —              | 1%     | 13,1%        | 2,2%     | [ 79 ] |    |    |    |   |    |    |        |
| Real Time Big Data  | 24-25/Set/2024       | 1.000      | 27%                   | 19%          | 17%        | 8%           | 8%         | 2%         | 8%          | 0%          | 0%            | 0%             | —      | 11%          | 8%       | [ 80 ] |    |    |    |   |    |    |        |
| Futura/100% Cidades | 21-25/Set/2024       | 1.000      | 26,2%                 | 23,3%        | 16,5%      | 6,3%         | 5,8%       | 3,5%       | 5,3%        | 0,1%        | —             | —              | —      | 13%          | 2,9%     | [ 81 ] |    |    |    |   |    |    |        |
| Veritá              | 18-22/Set/2024       | 2.010      | 18,2%                 | 25,7%        | 21,4%      | 8,5%         | 8%         | 3%         | 3,9%        | 0,2%        | 0,2%          | 0,4%           | —      | 10,5%        | 4,3%     | [ 82 ] |    |    |    |   |    |    |        |
| AtlasIntel          | 17-22/Set/2024       | 1.598      | 15,3%                 | 25,2%        | 13,5%      | 13,7%        | 10%        | 1%         | 14,4%       | —           | 0%            | 1%             | —      | 5,3%         | 9,9%     | [ 83 ] |    |    |    |   |    |    |        |
| Datafolha           | 17-18/Set/2024       | 910        | 28%                   | 18%          | 18%        | 9%           | 6%         | 5%         | 3%          | 0%          | 0%            | —              | —      | 12%          | 10%      | [ 84 ] |    |    |    |   |    |    |        |
| Datafolha           | 17-18/Set/2024       | 910        | 17%                   | 13%          | 13%        | 5%           | 3%         | 1%         | 2%          | —           | —             | —              | 3%     | 42%          | 4%       | [ 84 ] |    |    |    |   |    |    |        |
| Real Time Big Data  | 17-18/Set/2024       | 1.000      | 29%                   | 20%          | 18%        | 7%           | 5%         | 3%         | 6%          | 0%          | 0%            | 0%             | —      | 12%          | 9%       | [ 85 ] |    |    |    |   |    |    |        |
| Quaest              | 15-17/Set/2024       | 1.002      | 28%                   | 18%          | 20%        | 10%          | 5%         | 3%         | 2%          | 0%          | 0%            | 0%             | —      | 14%          | 8%       | [ 86 ] |    |    |    |   |    |    |        |
| Real Time Big Data  | 9–10/Set/2024        | 1.000      | 31%                   | 15%          | 13%        | 12%          | 6%         | 6%         | 2%          | 0%          | 0%            | 0%             | —      | 15%          | 16%      | [ 87 ] |    |    |    |   |    |    |        |
| Quaest              | 8-10/Set/2024        | 1.002      | 27%                   | 16%          | 20%        | 11%          | 5%         | 4%         | 3%          | 0%          | 1%            | 0%             | —      | 13%          | 7%       | [ 88 ] |    |    |    |   |    |    |        |
| Datatempo           | 2–6/Set/2024         | 1.200      | 29,7%                 | 15,4%        | 14,4%      | 6,9%         | 5,6%       | 5,8%       | 3,1%        | 0,2%        | 0,2%          | 0,2%           | —      | 18,4%        | 14,3%    | [ 89 ] |    |    |    |   |    |    |        |
| Datatempo           | 2–6/Set/2024         | 1.200      | 12,9%                 | 10,4%        | 10,8%      | 3,2%         | 2,5%       | 1,1%       | 1,7%        | —           | —             | —              | 1,9%   | 55,4%        | 2,1%     | [ 89 ] |    |    |    |   |    |    |        |
| Datafolha           | 3–4/Set/2024         | 910        | 29%                   | 13%          | 14%        | 12%          | 8%         | 5%         | 2%          | 0%          | 0%            | 0%             | —      | 16%          | 15%      | [ 90 ] |    |    |    |   |    |    |        |
| Datafolha           | 3–4/Set/2024         | 910        | 15%                   | 8%           | 7%         | 6%           | 5%         | —          | 1%          | —           | —             | —              | 6%     | 48%          | 7%       | [ 90 ] |    |    |    |   |    |    |        |
| Quaest              | 25-27/Ago/2024       | 1.002      | 30%                   | 12%          | 9%         | 12%          | 6%         | 8%         | 2%          | 1%          | 1%            | 0%             | —      | 19%          | 18%      | [ 91 ] |    |    |    |   |    |    |        |
| Datafolha           | 20-21/Ago/2024       | 910        | 27%                   | 10%          | 10%        | 10%          | 7%         | 12%        | 3%          | 0%          | 1%            | 0%             | —      | 19%          | 15%      | [ 92 ] |    |    |    |   |    |    |        |
| Datafolha           | 20-21/Ago/2024       | 910        | 8%                    | 5%           | 5%         | 4%           | 4%         | 1%         | 1%          | —           | —             | —              | 2%     | 70%          | 3%       | [ 92 ] |    |    |    |   |    |    |        |
| Real Time Big Data  | 16-17/Ago/2024       | 1.000      | 31%                   | 15%          | 8%         | 14%          | 5%         | 7%         | 2%          | —           | —             | —              | 18%    | 16%          | 16%      | [ 93 ] |    |    |    |   |    |    |        |
| Real Time Big Data  | 16-17/Ago/2024       | 1.000      | 11%                   | 8%           | 7%         | 5%           | 2%         | 2%         | —           | —           | —             | —              | 5%     | 60%          | 3%       | [ 93 ] |    |    |    |   |    |    |        |
| AltasIntel          | 2-7/Ago/2024         | 1.599      | 9,4%                  | 29,4%        | 9,3%       | 9%           | 16,6%      | 4,7%       | 7,8%        | 0,3%        | 0,2%          | —              | 7,5%   | 5,7%         | 12,8%    | [ 94 ] |    |    |    |   |    |    |        |
| Fonte               | Data(s) conduzida(s) | Amostragem | Tramonte Republicanos | Engler PL    | Leite PSDB | Salabert PDT | Noman PSD  | Viana PODE | Correia PT  | Azevedo MDB | Siqueira REDE | Gonçalves PSOL | Outros | Abst. Indec. | Vantagem | Ref.   |    |    |    |   |    |    |        |
| Fonte               | Data(s) conduzida(s) | Amostragem |                       |              |            |              |            |            |             |             |               |                | Outros | Abst. Indec. | Vantagem | Ref.   |    |    |    |   |    |    |        |
| Real Time Big Data  | 26-27/Jul/2024       | 1.000      | 26%                   | 14%          | 9%         | 12%          | 7%         | 8%         | 5%          | 3%          | —             | —              | —      | 16%          | 12%      | [ 95 ] |    |    |    |   |    |    |        |
| Real Time Big Data  | 26-27/Jul/2024       | 1.000      | 29%                   | 15%          | —          | 12%          | 7%         | 8%         | 5%          | 3%          | —             | —              | —      | 21%          | 14%      | [ 95 ] |    |    |    |   |    |    |        |
| Real Time Big Data  | 26-27/Jul/2024       | 1.000      | 31%                   | 16%          | —          | 12%          | 9%         | —          | —           | 4%          | —             | —              | —      | 28%          | 15%      | [ 95 ] |    |    |    |   |    |    |        |
| Quaest              | 10-14/Jul/2024       | 1.200      | 25%                   | 12%          | 11%        | 9%           | 9%         | 8%         | 7%          | 2%          | 1%            | 1%             | 2%     | 14%          | 13%      | [ 96 ] |    |    |    |   |    |    |        |

### Segundo Turno
Além de ser apresentado cenários hipotéticos de segundo turno entre os candidatos, a seção mostra pesquisas realizada no segundo turno entre Bruno Engler e Fuad Noman. A eleição será no dia 27 de outubro.
Bruno Engler e Fuad Noman
| Fonte                | Data(s) conduzida(s) | Amostragem                               | Engler PL                                | Noman PSD                                | Abst. Indec.                             | Vantagem                                 | Ref.                                     |       |     |     |     |    |        |
| -------------------- | -------------------- | ---------------------------------------- | ---------------------------------------- | ---------------------------------------- | ---------------------------------------- | ---------------------------------------- | ---------------------------------------- | ----- | --- | --- | --- | -- | ------ |
| Fonte                | Data(s) conduzida(s) | Amostragem                               | Datafolha                                | 25-26/Out/2024                           | Abst. Indec.                             | Vantagem                                 | Ref.                                     | 1.674 | 42% | 48% | 11% | 6% | [ 97 ] |
| Quaest               | 25-26/Out/2024       | 1.602                                    | 41%                                      | 46%                                      | 13%                                      | 5%                                       | [ 98 ]                                   |       |     |     |     |    |        |
| AtlasIntel           | 20-25/Out/2024       | 1.615                                    | 45,8%                                    | 52,1%                                    | 2,1%                                     | 6,3%                                     | [ 99 ]                                   |       |     |     |     |    |        |
| Futura/100% Cidades  | 25/Out/2024          | 1.000                                    | 43,9%                                    | 51,1%                                    | 5,1%                                     | 7,2%                                     | [ 100 ]                                  |       |     |     |     |    |        |
| Datatempo            | 23-24/Out/2024       | 1.200                                    | 35,7%                                    | 48,7%                                    | 15,6%                                    | 13%                                      | [ 101 ]                                  |       |     |     |     |    |        |
| Real Time Big Data   | 23-24/Out/2024       | 1.000                                    | 45%                                      | 51%                                      | 4%                                       | 6%                                       | [ 102 ]                                  |       |     |     |     |    |        |
| Itatiaia/Doxa        | 22-23/Out/2024       | 1.350                                    | 40,6%                                    | 49,2%                                    | 10,2%                                    | 8,6%                                     | [ 103 ]                                  |       |     |     |     |    |        |
| Datafolha            | 22-23/Out/2024       | 910                                      | 39%                                      | 46%                                      | 15%                                      | 7%                                       | [ 104 ]                                  |       |     |     |     |    |        |
| Quaest               | 20-22/Out/2024       | 1.002                                    | 40%                                      | 46%                                      | 14%                                      | 6%                                       | [ 105 ]                                  |       |     |     |     |    |        |
| Real Time Big Data   | 19-21/Out/2024       | 1.000                                    | 45%                                      | 50%                                      | 5%                                       | 5%                                       | [ 106 ]                                  |       |     |     |     |    |        |
| AtlasIntel           | 15-20/Out/2024       | 1.610                                    | 46,4%                                    | 52,4%                                    | 1,2%                                     | 6%                                       | [ 107 ]                                  |       |     |     |     |    |        |
| Itatiaia/Doxa        | 13-15/Out/2024       | 1.350                                    | 35,5%                                    | 50,5%                                    | 14%                                      | 15%                                      | [ 108 ]                                  |       |     |     |     |    |        |
| Quaest               | 13-15/Out/2024       | 1.002                                    | 37%                                      | 46%                                      | 17%                                      | 9%                                       | [ 109 ]                                  |       |     |     |     |    |        |
| Real Time Big Data   | 14-15/Out/2024       | 1.000                                    | 45%                                      | 46%                                      | 9%                                       | 1%                                       | [ 110 ]                                  |       |     |     |     |    |        |
| Futura/100% Cidades  | 11-14/Out/2024       | 1.000                                    | 40,4%                                    | 51%                                      | 8,5%                                     | 10,6%                                    | [ 111 ]                                  |       |     |     |     |    |        |
| Veritá               | 10-14/Out/2024       | 2.010                                    | 44,3%                                    | 47,6%                                    | 8%                                       | 3,3%                                     | [ 112 ]                                  |       |     |     |     |    |        |
| Paraná Pesquisas     | 7-10/Out/2024        | 800                                      | 45,0%                                    | 44,3%                                    | 10,8%                                    | 0,7%                                     | [ 113 ]                                  |       |     |     |     |    |        |
| Datafolha            | 8-10/Out/2024        | 910                                      | 41%                                      | 48%                                      | 12%                                      | 7%                                       | [ 114 ]                                  |       |     |     |     |    |        |
| 6 de outubro de 2024 | 6 de outubro de 2024 | 2° turno entre Engler e Fuad confirmado. | 2° turno entre Engler e Fuad confirmado. | 2° turno entre Engler e Fuad confirmado. | 2° turno entre Engler e Fuad confirmado. | 2° turno entre Engler e Fuad confirmado. | 2° turno entre Engler e Fuad confirmado. |       |     |     |     |    |        |
| Datafolha            | 4-5/Out/2024         | 1.120                                    | 40%                                      | 46%                                      | 14%                                      | 6%                                       | [ 67 ]                                   |       |     |     |     |    |        |
| Quaest               | 4-5/Out/2024         | 2.004                                    | 40%                                      | 45%                                      | 15%                                      | 5%                                       | [ 68 ]                                   |       |     |     |     |    |        |
| AtlasIntel           | 29/Set-4/Out/2024    | 2.498                                    | 49%                                      | 41%                                      | 11%                                      | 8%                                       | [ 69 ]                                   |       |     |     |     |    |        |
| Datafolha            | 1-3/Out/2024         | 1.120                                    | 38%                                      | 45%                                      | 17%                                      | 7%                                       | [ 72 ]                                   |       |     |     |     |    |        |
| Quaest               | 27-29/Set/2024       | 1.002                                    | 36%                                      | 43%                                      | 21%                                      | 7%                                       | [ 75 ]                                   |       |     |     |     |    |        |
| AtlasIntel           | 23-28/Set/2024       | 1.576                                    | 45,5%                                    | 45,2%                                    | 9,3%                                     | 0,3%                                     | [ 76 ]                                   |       |     |     |     |    |        |
| Futura/100% Cidades  | 21-25/Set/2024       | 1.000                                    | 39,6%                                    | 44,8%                                    | 15,5%                                    | 5,2%                                     | [ 81 ]                                   |       |     |     |     |    |        |
| AtlasIntel           | 17-22/Set/2024       | 1.598                                    | 39%                                      | 48%                                      | 13%                                      | 9%                                       | [ 83 ]                                   |       |     |     |     |    |        |

Mauro Tramonte e Bruno Engler
| Fonte               | Data(s) conduzida(s) | Amostragem | Tramonte Repubicanos | Engler PL    | Abst. Indec. | Vantagem | Ref.    |       |     |     |     |    |        |
| ------------------- | -------------------- | ---------- | -------------------- | ------------ | ------------ | -------- | ------- | ----- | --- | --- | --- | -- | ------ |
| Fonte               | Data(s) conduzida(s) | Amostragem | Datafolha            | 4-5/Out/2024 | Abst. Indec. | Vantagem | Ref.    | 1.674 | 46% | 38% | 16% | 8% | [ 67 ] |
| Quaest              | 4-5/Out/2024         | 2.004      | 44%                  | 38%          | 18%          | 6%       | [ 68 ]  |       |     |     |     |    |        |
| AtlasIntel          | 29/Set-4/Out/2024    | 2.498      | 34%                  | 41%          | 25%          | 7%       | [ 69 ]  |       |     |     |     |    |        |
| Datafolha           | 1-3/Out/2024         | 1.120      | 50%                  | 34%          | 17%          | 16%      | [ 72 ]  |       |     |     |     |    |        |
| Quaest              | 27-29/Set/2024       | 1.002      | 51%                  | 32%          | 17%          | 19%      | [ 75 ]  |       |     |     |     |    |        |
| AtlasIntel          | 23-28/Set/2024       | 1.576      | 37,3%                | 38,3%        | 25,4%        | 1%       | [ 76 ]  |       |     |     |     |    |        |
| Real Time Big Data  | 24-25/Set/2024       | 1.000      | 46%                  | 33%          | 21%          | 13%      | [ 80 ]  |       |     |     |     |    |        |
| Futura/100% Cidades | 21-25/Set/2024       | 1.000      | 47,6%                | 32,6%        | 19,9%        | 15%      | [ 81 ]  |       |     |     |     |    |        |
| AtlasIntel          | 17-22/Set/2024       | 1.598      | 37%                  | 33%          | 31%          | 4%       | [ 83 ]  |       |     |     |     |    |        |
| Datafolha           | 17-18/Set/2024       | 910        | 59%                  | 28%          | 14%          | 31%      | [ 84 ]  |       |     |     |     |    |        |
| Real Time Big Data  | 17-18/Set/2024       | 1.000      | 47%                  | 32%          | 21%          | 15%      | [ 85 ]  |       |     |     |     |    |        |
| Quaest              | 15-17/Set/2024       | 1.002      | 55%                  | 26%          | 19%          | 29%      | [ 116 ] |       |     |     |     |    |        |
| Real Time Big Data  | 9-10/Set/2024        | 1.000      | 48%                  | 31%          | 21%          | 17%      | [ 87 ]  |       |     |     |     |    |        |
| Quaest              | 8-10/Set/2024        | 1.002      | 54%                  | 24%          | 22%          | 30%      | [ 117 ] |       |     |     |     |    |        |
| Real Time Big Data  | 16-17/Ago/2024       | 1.000      | 50%                  | 29%          | 24%          | 21%      | [ 93 ]  |       |     |     |     |    |        |

Mauro Tramonte e Fuad Noman
| Fonte               | Data(s) conduzida(s) | Amostragem | Tramonte Repubicanos | Noman PSD    | Abst. Indec. | Vantagem | Ref.    |       |     |     |     |    |        |
| ------------------- | -------------------- | ---------- | -------------------- | ------------ | ------------ | -------- | ------- | ----- | --- | --- | --- | -- | ------ |
| Fonte               | Data(s) conduzida(s) | Amostragem | Datafolha            | 4-5/Out/2024 | Abst. Indec. | Vantagem | Ref.    | 1.120 | 41% | 43% | 16% | 2% | [ 67 ] |
| Quaest              | 4-5/Out/2024         | 2.004      | 39%                  | 43%          | 18%          | 4%       | [ 68 ]  |       |     |     |     |    |        |
| Datafolha           | 1-3/Out/2024         | 1.120      | 41%                  | 43%          | 16%          | 2%       | [ 72 ]  |       |     |     |     |    |        |
| Quaest              | 27-29/Set/2024       | 1.002      | 47%                  | 36%          | 17%          | 11%      | [ 75 ]  |       |     |     |     |    |        |
| Real Time Big Data  | 24-25/Set/2024       | 1.000      | 43%                  | 37%          | 20%          | 6%       | [ 80 ]  |       |     |     |     |    |        |
| Futura/100% Cidades | 21-25/Set/2024       | 1.000      | 46,5%                | 35,1%        | 18,4%        | 11,4%    | [ 81 ]  |       |     |     |     |    |        |
| Datafolha           | 17-18/Set/2024       | 910        | 54%                  | 34%          | 11%          | 20%      | [ 84 ]  |       |     |     |     |    |        |
| Real Time Big Data  | 17-18/Set/2024       | 1.000      | 44%                  | 36%          | 20%          | 8%       | [ 85 ]  |       |     |     |     |    |        |
| Quaest              | 15-17/Set/2024       | 1.002      | 46%                  | 37%          | 17%          | 9%       | [ 116 ] |       |     |     |     |    |        |
| Real Time Big Data  | 9-10/Set/2024        | 1.000      | 45%                  | 35%          | 20%          | 10%      | [ 87 ]  |       |     |     |     |    |        |
| Quaest              | 8-10/Set/2024        | 1.002      | 49%                  | 34%          | 17%          | 15%      | [ 117 ] |       |     |     |     |    |        |

Mauro Tramonte e Duda Salabert
| Fonte               | Data(s) conduzida(s) | Amostragem | Tramonte Repubicanos | Salabert PDT | Abst. Indec. | Vantagem | Ref.    |       |     |     |     |     |        |
| ------------------- | -------------------- | ---------- | -------------------- | ------------ | ------------ | -------- | ------- | ----- | --- | --- | --- | --- | ------ |
| Fonte               | Data(s) conduzida(s) | Amostragem | Quaest               | 4-5/Out/2024 | Abst. Indec. | Vantagem | Ref.    | 2.004 | 54% | 25% | 21% | 29% | [ 68 ] |
| 27-29/Set/2024      | 1.002                | 58%        | Quaest               | 22%          | 20%          | 36%      | [ 75 ]  |       |     |     |     |     |        |
| Futura/100% Cidades | 21-25/Set/2024       | 1.000      | 61,2%                | 19,2%        | 19,6%        | 42%      | [ 81 ]  |       |     |     |     |     |        |
| Datafolha           | 17-18/Set/2024       | 910        | 65%                  | 22%          | 13%          | 43%      | [ 84 ]  |       |     |     |     |     |        |
| Quaest              | 15-17/Set/2024       | 1.002      | 61%                  | 19%          | 20%          | 42%      | [ 116 ] |       |     |     |     |     |        |
| Real Time Big Data  | 9-10/Set/2024        | 1.000      | 57%                  | 21%          | 22%          | 36%      | [ 87 ]  |       |     |     |     |     |        |
| Quaest              | 8-10/Set/2024        | 1.002      | 59%                  | 22%          | 19%          | 37%      | [ 117 ] |       |     |     |     |     |        |
| Real Time Big Data  | 16-17/Ago/2024       | 1.000      | 55%                  | 21%          | 24%          | 34%      | [ 93 ]  |       |     |     |     |     |        |

Mauro Tramonte e Rogério Correia
| Fonte     | Data(s) conduzida(s) | Amostragem | Tramonte Repubicanos | Correia PT     | Abst. Indec. | Vantagem | Ref.    |       |       |       |       |     |        |
| --------- | -------------------- | ---------- | -------------------- | -------------- | ------------ | -------- | ------- | ----- | ----- | ----- | ----- | --- | ------ |
| Fonte     | Data(s) conduzida(s) | Amostragem | Futura/100% Cidades  | 21-25/Set/2024 | Abst. Indec. | Vantagem | Ref.    | 1.000 | 59,4% | 19,4% | 21,1% | 40% | [ 81 ] |
| Datafolha | 17-18/Set/2024       | 910        | 67%                  | 19%            | 14%          | 48%      | [ 84 ]  |       |       |       |       |     |        |
| Quaest    | 15-17/Set/2024       | 1.002      | 61%                  | 17%            | 22%          | 44%      | [ 116 ] |       |       |       |       |     |        |
| Quaest    | 8-10/Set/2024        | 1.002      | 62%                  | 17%            | 21%          | 45%      | [ 117 ] |       |       |       |       |     |        |

Mauro Tramonte e Carlos Viana
| Fonte         | Data(s) conduzida(s) | Amostragem | Tramonte Repubicanos | Viana PODE     | Abst. Indec. | Vantagem | Ref.    |       |     |     |     |     |         |
| ------------- | -------------------- | ---------- | -------------------- | -------------- | ------------ | -------- | ------- | ----- | --- | --- | --- | --- | ------- |
| Fonte         | Data(s) conduzida(s) | Amostragem | Quaest               | 15-17/Set/2024 | Abst. Indec. | Vantagem | Ref.    | 1.002 | 56% | 15% | 29% | 41% | [ 116 ] |
| 8-10/Set/2024 | 1.002                | 58%        | Quaest               | 15%            | 27%          | 43%      | [ 117 ] |       |     |     |     |     |         |

Bruno Engler e Duda Salabert
| Fonte               | Data(s) conduzida(s) | Amostragem | Engler PL | Salabert PDT | Abst. Indec. | Vantagem | Ref.   |       |     |     |     |     |        |
| ------------------- | -------------------- | ---------- | --------- | ------------ | ------------ | -------- | ------ | ----- | --- | --- | --- | --- | ------ |
| Fonte               | Data(s) conduzida(s) | Amostragem | Quaest    | 4-5/Out/2024 | Abst. Indec. | Vantagem | Ref.   | 2.004 | 48% | 31% | 21% | 17% | [ 68 ] |
| AtlasIntel          | 29/Set-4/Out/2024    | 2.498      | 52%       | 36%          | 12%          | 16%      | [ 69 ] |       |     |     |     |     |        |
| Quaest              | 27-29/Set/2024       | 1.002      | 43%       | 31%          | 26%          | 12%      | [ 75 ] |       |     |     |     |     |        |
| AtlasIntel          | 23-28/Set/2024       | 1.576      | 49,5%     | 37,1%        | 13,4%        | 12,4%    | [ 76 ] |       |     |     |     |     |        |
| Futura/100% Cidades | 21-25/Set/2024       | 1.000      | 45,0%     | 31,4%        | 23,6%        | 13,6%    | [ 81 ] |       |     |     |     |     |        |
| AtlasIntel          | 17-22/Set/2024       | 1.598      | 42%       | 43%          | 15%          | 1%       | [ 83 ] |       |     |     |     |     |        |

Bruno Engler e Rogério Correia
| Fonte               | Data(s) conduzida(s) | Amostragem | Engler PL  | Correia PT        | Abst. Indec. | Vantagem | Ref.   |       |     |     |     |     |        |
| ------------------- | -------------------- | ---------- | ---------- | ----------------- | ------------ | -------- | ------ | ----- | --- | --- | --- | --- | ------ |
| Fonte               | Data(s) conduzida(s) | Amostragem | AtlasIntel | 29/Set-4/Out/2024 | Abst. Indec. | Vantagem | Ref.   | 2.498 | 53% | 36% | 11% | 17% | [ 69 ] |
| 23-28/Set/2024      | 1.576                | 52,3%      | AtlasIntel | 35,1%             | 12,6%        | 17,2%    | [ 76 ] |       |     |     |     |     |        |
| Futura/100% Cidades | 21-25/Set/2024       | 1.000      | 48,1%      | 30,0%             | 21,9%        | 18,1%    | [ 81 ] |       |     |     |     |     |        |
| AtlasIntel          | 17-22/Set/2024       | 1.598      | 41%        | 36%               | 23%          | 5%       | [ 83 ] |       |     |     |     |     |        |

Bruno Engler e Carlos Viana
| Fonte          | Data(s) conduzida(s) | Amostragem | Engler PL  | Viana PODE        | Abst. Indec. | Vantagem | Ref.    |       |     |     |     |     |        |
| -------------- | -------------------- | ---------- | ---------- | ----------------- | ------------ | -------- | ------- | ----- | --- | --- | --- | --- | ------ |
| Fonte          | Data(s) conduzida(s) | Amostragem | AtlasIntel | 29/Set-4/Out/2024 | Abst. Indec. | Vantagem | Ref.    | 2.498 | 50% | 17% | 34% | 33% | [ 69 ] |
| 23-28/Set/2024 | 1.576                | 46,2%      | AtlasIntel | 13,7%             | 40%          | 32,5%    | [ 76 ]  |       |     |     |     |     |        |
| 17-22/Set/2024 | 1.598                | 37%        | AtlasIntel | 20%               | 43%          | 17%      | [ 118 ] |       |     |     |     |     |        |

Bruno Engler e Gabriel Azevedo
| Fonte          | Data(s) conduzida(s) | Amostragem | Engler PL  | Azevedo MDB       | Abst. Indec. | Vantagem | Ref.   |       |     |     |     |    |        |
| -------------- | -------------------- | ---------- | ---------- | ----------------- | ------------ | -------- | ------ | ----- | --- | --- | --- | -- | ------ |
| Fonte          | Data(s) conduzida(s) | Amostragem | AtlasIntel | 29/Set-4/Out/2024 | Abst. Indec. | Vantagem | Ref.   | 2.498 | 40% | 44% | 16% | 4% | [ 69 ] |
| 23-28/Set/2024 | 1.576                | 34,5%      | AtlasIntel | 51,5%             | 15%          | 17%      | [ 76 ] |       |     |     |     |    |        |
| 17-22/Set/2024 | 1.598                | 33%        | AtlasIntel | 43%               | 23%          | 10%      | [ 83 ] |       |     |     |     |    |        |

Fuad Noman e Duda Salabert
| Fonte               | Data(s) conduzida(s) | Amostragem | Noman PSD | Salabert PDT | Abst. Indec. | Vantagem | Ref.   |       |     |     |     |     |        |
| ------------------- | -------------------- | ---------- | --------- | ------------ | ------------ | -------- | ------ | ----- | --- | --- | --- | --- | ------ |
| Fonte               | Data(s) conduzida(s) | Amostragem | Quaest    | 4-5/Out/2024 | Abst. Indec. | Vantagem | Ref.   | 2.004 | 51% | 24% | 27% | 27% | [ 68 ] |
| 27-29/Set/2024      | 1.002                | 49%        | Quaest    | 24%          | 27%          | 25%      | [ 75 ] |       |     |     |     |     |        |
| Futura/100% Cidades | 21-25/Set/2024       | 1.000      | 50,0%     | 25,2%        | 24,9%        | 24,8%    | [ 81 ] |       |     |     |     |     |        |

Fuad Noman e Rogério Correia
| Fonte | Data(s) conduzida(s) | Amostragem | Noman PSD           | Correia PT     | Abst. Indec. | Vantagem | Ref. |       |       |       |       |       |        |
| ----- | -------------------- | ---------- | ------------------- | -------------- | ------------ | -------- | ---- | ----- | ----- | ----- | ----- | ----- | ------ |
| Fonte | Data(s) conduzida(s) | Amostragem | Futura/100% Cidades | 21-25/Set/2024 | Abst. Indec. | Vantagem | Ref. | 1.000 | 51,4% | 24,0% | 24,5% | 27,6% | [ 81 ] |

Duda Salabert e Rogério Correia
| Fonte | Data(s) conduzida(s) | Amostragem | Salabert PDT        | Correia PT     | Abst. Indec. | Vantagem | Ref. |       |       |       |       |      |        |
| ----- | -------------------- | ---------- | ------------------- | -------------- | ------------ | -------- | ---- | ----- | ----- | ----- | ----- | ---- | ------ |
| Fonte | Data(s) conduzida(s) | Amostragem | Futura/100% Cidades | 21-25/Set/2024 | Abst. Indec. | Vantagem | Ref. | 1.000 | 30,3% | 29,6% | 40,1% | 0,7% | [ 81 ] |

## Resultados

### Prefeito
| Candidato(a) a prefeito(a) | Candidato(a) a prefeito(a)    | Candidato(a) a vice-prefeito(a) | Primeiro turno 6 de outubro de 2024 | Primeiro turno 6 de outubro de 2024 | Segundo turno 27 de outubro de 2024 | Segundo turno 27 de outubro de 2024 |
| Candidato(a) a prefeito(a) | Candidato(a) a prefeito(a)    | Candidato(a) a vice-prefeito(a) | Votação                             | Votação                             | Votação                             | Votação                             |
| Candidato(a) a prefeito(a) | Candidato(a) a prefeito(a)    | Candidato(a) a vice-prefeito(a) | Total                               | %                                   | Total                               | %                                   |
| -------------------------- | ----------------------------- | ------------------------------- | ----------------------------------- | ----------------------------------- | ----------------------------------- | ----------------------------------- |
|                            | Fuad Noman (PSD)              | Álvaro Damião (UNIÃO)           | 336.442                             | 26,54%                              | 670.574                             | 53,73%                              |
|                            | Bruno Engler (PL)             | Coronel Claudia (PL)            | 435.853                             | 34,38%                              | 577.537                             | 46,27%                              |
|                            | Mauro Tramonte (Republicanos) | Luísa Barreto (NOVO)            | 192.991                             | 15,22%                              | Não disputaram                      | Não disputaram                      |
|                            | Gabriel Azevedo (MDB)         | Paulo Brant (PSB)               | 133.728                             | 10,55%                              | Não disputaram                      | Não disputaram                      |
|                            | Duda Salabert (PDT)           | Francisco Forreaux (PDT)        | 97.315                              | 7,68%                               | Não disputaram                      | Não disputaram                      |
|                            | Rogério Correia (PT)          | Bella Gonçalves (PSOL)          | 55.393                              | 4,37%                               | Não disputaram                      | Não disputaram                      |
|                            | Carlos Viana (PODE)           | Renata Rosa (PODE)              | 12.712                              | 1,00%                               | Não disputaram                      | Não disputaram                      |
|                            | Indira Xavier (UP)            | Geraldo Neres (UP)              | 2.462                               | 0,19%                               | Não disputaram                      | Não disputaram                      |
|                            | Wanderson Rocha (PSTU)        | Andréa Ferreira (PSTU)          | 667                                 | 0,05%                               | Não disputaram                      | Não disputaram                      |
|                            | Lourdes Francisco (PCO)       | Marília Garcia (PCO)            | 231                                 | 0,02%                               | Não disputaram                      | Não disputaram                      |
| Total de votos válidos     | Total de votos válidos        | Total de votos válidos          | 1.267.794                           | 90,28%                              | 1.248.111                           | 92,03%                              |
| → Votos brancos            | → Votos brancos               | → Votos brancos                 | 66.228                              | 4,72%                               | 46.236                              | 3,41%                               |
| → Votos nulos              | → Votos nulos                 | → Votos nulos                   | 70.263                              | 5,00%                               | 61.885                              | 4,56%                               |
| Total de votos             | Total de votos                | Total de votos                  | 1.404.285                           | 70,46%                              | 1.356.232                           | 68,05%                              |
| → Abstenções               | → Abstenções                  | → Abstenções                    | 588.699                             | 29,54%                              | 636.752                             | 31,95%                              |
| Eleitores aptos a votar    | Eleitores aptos a votar       | Eleitores aptos a votar         | 1.993.024                           | 1.993.024                           | 100%                                | 100%                                |

| Partido | Partido | Candidato         | Votos     | Votos (%) |
| ------- | ------- | ----------------- | --------- | --------- |
|         | PL      | Bruno Engler      | 435 853   | 34,38%    |
|         | PSD     | Fuad Noman        | 336 442   | 26,54%    |
|         | REP     | Mauro Tramonte    | 192 991   | 15,22%    |
|         | MDB     | Gabriel Azevedo   | 133 728   | 10,55%    |
|         | PDT     | Duda Salabert     | 97 315    | 7,68%     |
|         | PT      | Rogério Correia   | 55 393    | 4,37%     |
|         | PODE    | Carlos Viana      | 12 712    | 1%        |
|         | UP      | Indira            | 2 462     | 0,19%     |
|         | PSTU    | Wanderson         | 667       | 0,05%     |
|         | PCO     | Lourdes Francisco | 231       | 0,02%     |
| Totais  | Totais  | Totais            | 1 267 794 |           |

### Vereador
| Candidato(a)                 | Partido       | Votação     | Votação |
| Candidato(a)                 | Partido       | Porcentagem | Total   |
| ---------------------------- | ------------- | ----------- | ------- |
| Pablo Almeida                | PL            | 3,31%       | 39.960  |
| Professora Marli             | PP            | 1,97%       | 23.773  |
| Iza Lourença                 | PSOL          | 1,78%       | 21.485  |
| Fernanda Pereira Altoé       | NOVO          | 1,55%       | 18.682  |
| Marcela Trópia               | NOVO          | 1,48%       | 17.878  |
| Pedro Rousseff               | PT            | 1,46%       | 17.595  |
| Flávia Borja                 | DC            | 1,36%       | 16.393  |
| Vile                         | PL            | 1,22%       | 14.705  |
| Uner Augusto                 | PL            | 1,11%       | 13.401  |
| Irlan Melo                   | Republicanos  | 0,97%       | 11.660  |
| Juninho Los Hermanos         | Avante        | 0,95%       | 11.435  |
| Wagner Ferreira              | PV            | 0,91%       | 10.963  |
| Dr. Bruno Pedralva           | PT            | 0,90%       | 10.870  |
| Lucas Ganem                  | PODE          | 0,89%       | 10.753  |
| Osvaldo Lopes                | Republicanos  | 0,86%       | 10.345  |
| Loíde Gonçalves              | MDB           | 0,85%       | 10.313  |
| Luiza Dulci                  | PT            | 0,84%       | 10.169  |
| Braulio Lara                 | NOVO          | 0,83%       | 9.992   |
| José Ferreira Projeto Ajudaí | PODE          | 0,82%       | 9.946   |
| Edmar Branco                 | PCdoB         | 0,81%       | 9.813   |
| Cida Falabella               | PSOL          | 0,79%       | 9.530   |
| Professor Juliano Lopes      | PODE          | 0,77%       | 9.328   |
| Wanderley Porto              | PRD           | 0,77%       | 9.261   |
| Bruno Miranda                | PDT           | 0,72%       | 8.736   |
| Arruda                       | Republicanos  | 0,72%       | 8.668   |
| Claudio do Mundo Novo        | PL            | 0,68%       | 8.261   |
| Helinho da Farmácia          | PSD           | 0,67%       | 8.121   |
| Helton Junior                | PSD           | 0,66%       | 8.063   |
| Janaina Cardoso              | UNIÃO         | 0,64%       | 7.740   |
| Pedro Patrus                 | PT            | 0,64%       | 7.675   |
| Cleiton Xavier               | MDB           | 0,61%       | 7.382   |
| Sargento Jalyson             | PL            | 0,59%       | 7.080   |
| Maninho Félix                | PSD           | 0,58%       | 7.061   |
| Juhlia Santos                | PSOL          | 0,55%       | 6.703   |
| Rudson Paixão                | Solidariedade | 0,55%       | 6.594   |
| Dra. Michelly Siqueira       | PRD           | 0,54%       | 6.495   |
| Marilda Portela              | PL            | 0,52%       | 6.279   |
| Diego Sanches                | Solidariedade | 0,52%       | 6.278   |
| Leonardo Ângelo da Itatiaia  | Cidadania     | 0,51%       | 6.156   |
| Tileléo                      | PP            | 0,42%       | 5.065   |
| Neném da Farmácia            | MOBILIZA      | 0,39%       | 4.702   |

### Composição da Câmara Municipal
| Partido ou federação | Partido ou federação          | Partido ou federação | Partido ou federação | Câmara Municipal de Belo Horizonte | Câmara Municipal de Belo Horizonte | Câmara Municipal de Belo Horizonte | Câmara Municipal de Belo Horizonte | Câmara Municipal de Belo Horizonte |
| Partido ou federação | Partido ou federação          | Partido ou federação | Partido ou federação | Votos                              | %                                  | Assentos                           | % de assentos                      | +/–                                |
| -------------------- | ----------------------------- | -------------------- | -------------------- | ---------------------------------- | ---------------------------------- | ---------------------------------- | ---------------------------------- | ---------------------------------- |
|                      | PL                            | PL                   | PL                   | 157.326                            | 13,02%                             | 6                                  | 14,63%                             | 5                                  |
|                      | Federação Brasil da Esperança |                      | PT                   | 95.102                             | 7,87%                              | 4                                  | 9,76%                              | 2                                  |
|                      | Federação Brasil da Esperança | PV                   | 21.044               | 1,74%                              | 1                                  | 2,44%                              | 1                                  |                                    |
|                      | Federação Brasil da Esperança | PCdoB                | 17.660               | 1,46%                              | 1                                  | 2,44%                              | 1                                  |                                    |
| Total                | Total                         | 133.806              | 11,07%               | 6                                  | 14,63%                             | 4                                  |                                    |                                    |
|                      | PSD                           | PSD                  | PSD                  | 91.883                             | 7,61%                              | 3                                  | 7,32%                              | 3                                  |
|                      | PODE                          | PODE                 | PODE                 | 80.391                             | 6,66%                              | 3                                  | 7,32%                              | 2                                  |
|                      | Federação PSOL REDE           |                      | PSOL                 | 61.172                             | 5,06%                              | 3                                  | 7,32%                              | 1                                  |
|                      | Federação PSOL REDE           | REDE                 | 13.810               | 1,14%                              | 0                                  | 0%                                 | 1                                  |                                    |
| Total                | Total                         | 74.982               | 6,20%                | 3                                  | 7,32%                              | Estável                            |                                    |                                    |
|                      | PP                            | PP                   | PP                   | 73.548                             | 6,09%                              | 2                                  | 4,89%                              | 2                                  |
|                      | Republicanos                  | Republicanos         | Republicanos         | 70.656                             | 5,85%                              | 3                                  | 7,32%                              | 2                                  |
|                      | NOVO                          | NOVO                 | NOVO                 | 69.382                             | 5,74%                              | 3                                  | 7,32%                              | Estável                            |
|                      | PRD                           | PRD                  | PRD                  | 57.790                             | 4,78%                              | 2                                  | 4,89%                              | 1                                  |
|                      | Solidariedade                 | Solidariedade        | Solidariedade        | 51.343                             | 4,25%                              | 2                                  | 4,89%                              | 2                                  |
|                      | MDB                           | MDB                  | MDB                  | 44.034                             | 3,65%                              | 2                                  | 4,89%                              | 1                                  |
|                      | DC                            | DC                   | DC                   | 43.505                             | 3,60%                              | 1                                  | 2,44%                              | 1                                  |
|                      | UNIÃO                         | UNIÃO                | UNIÃO                | 42.217                             | 3,50%                              | 1                                  | 2,44%                              | 1                                  |
|                      | Federação PSDB Cidadania      |                      | Cidadania            | 29.342                             | 2,43%                              | 1                                  | 2,44%                              | 1                                  |
|                      | Federação PSDB Cidadania      | PSDB                 | 8.909                | 0,74%                              | 0                                  | 0%                                 | 1                                  |                                    |
| Total                | Total                         | 38.251               | 3,17%                | 1                                  | 2,44%                              | 2                                  |                                    |                                    |
|                      | PDT                           | PDT                  | PDT                  | 35.108                             | 2,91%                              | 1                                  | 2,44%                              | 2                                  |
|                      | Avante                        | Avante               | Avante               | 34.667                             | 2,87%                              | 1                                  | 2,44%                              | 2                                  |
|                      | MOBILIZA                      | MOBILIZA             | MOBILIZA             | 32.697                             | 2,71%                              | 1                                  | 2,44%                              | Estável                            |
|                      | PMB                           | PMB                  | PMB                  | 28.464                             | 2,36%                              | 0                                  | 0%                                 | Estável                            |
|                      | Agir                          | Agir                 | Agir                 | 19.429                             | 1,61%                              | 0                                  | 0%                                 | 1                                  |
|                      | PSB                           | PSB                  | PSB                  | 17.615                             | 1,46%                              | 0                                  | 0%                                 | Estável                            |
|                      | UP                            | UP                   | UP                   | 3.798                              | 0,31%                              | 0                                  | 0%                                 | Estável                            |
|                      | PSTU                          | PSTU                 | PSTU                 | 2.176                              | 0,18%                              | 0                                  | 0%                                 | Estável                            |
|                      | PRTB                          | PRTB                 | PRTB                 | 2.075                              | 0,17%                              | 0                                  | 0%                                 | 1                                  |
|                      | PCB                           | PCB                  | PCB                  | 740                                | 0,06%                              | 0                                  | 0%                                 | Estável                            |
|                      | PCO                           | PCO                  | PCO                  | 280                                | 0,02%                              | 0                                  | 0%                                 | Estável                            |
| → Votos Validos      | → Votos Validos               | → Votos Validos      | → Votos Validos      | 1.207.911                          | 100%                               | 41                                 | –                                  | –                                  |